# قلب و عاشقانه
قلب و عاشقانه یا قلب‌ها و عاشقانه (به انگلیسی: Hearts and Romance) فیلمی هندی محصول سال ۲۰۰۲ و به کارگردانی کیشوره ساهو است. در این فیلم بازیگرانی همچون رانگاناتان مدهوان، جیمی شرگیل، سانجای سوری، نامراتا شیرودکار، سونالی کولکارنی، هیریشتا بهات، راقش واشیست، ریتا بهادری، کیران کومار، گلشن گروور، ریا سن و دیپانیتا شارما ایفای نقش کرده‌اند.